# Erebia virago
Erebia virago är en fjärilsart som beskrevs av Cabeau 1910. Erebia virago ingår i släktet Erebia och familjen praktfjärilar. Inga underarter finns listade i Catalogue of Life.